# Sulfid cíničitý
Sulfid cíničitý je anorganická sloučenina se vzorcem SnS2. Vzácně se vyskytuje v přírodě jako minerál berndtit.

## Struktura
Sulfid cíničitý krystalizuje ve stejné struktuře jako CdI2.

## Příprava
SnS2 se vysráží jako hnědá sraženina po přidání H2S do roztoků cíničitých solí.

## Reakce
Sulfid cíničitý reaguje se sulfidy za vzniku thiocíničitanů se vzorcem [SnS2]m[S]n2n−
.

## Použití
Krystalický sulfid cíničitý se používá v dekorativních nátěrech.